# معركة دمشق (1941)
معركة دمشق التي وقعت يوم 21 يونيو 1941، هي أول معركة ضمن الحملة السورية – اللبنانية التي قامت بها قوات الحلفاء خلال الحرب العالمية الثانية للسيطرة على سوريا وطرد قوات حكومة فيشي الموالية لألمانيا النازية منها.

## خلفية
يوم 8 يونيو 1941 هاجمت فيالق هندية من المجموعة الخامسة في الجيش البريطاني كلاً من درعا والقنيطرة وسيطرت عليها قادمة من منطقة الانتداب البريطاني على فلسطين، وذلك لفتح الطريق لقوات فرنسا الحرة للسيطرة على دمشق العاصمة، وقد وضع خطة المعركة قائد قوات الحلفاء العام الجنرال ويلسون ميتلاند. في 17 يونيو حصلت معارك عنيفة في الكسوة التابعة لريف دمشق، أجبرت قوات حكومة فيشي على التراجع عنها في اليوم ذاته. التقهقر من قبل قوات الحلفاء كان قد تم في اليوم السابق، حين تمكنت قوات حكومة فيشي من السيطرة مجددًا على القنيطرة، ما يمثل تهديدًا لقطع الاتصالات والإمدادات بين قوات الحلفاء وعمقها في الأردن. رغم ذلك، قررت القوات المتواجدة في ريف دمشق الهجوم على المدينة دون انتظار استعادة القنيطرة.

## المعركة
حسب الخطة، فقد توجهت قوات اللواء الخامس من الجيش البريطاني المكون من هنود، نحو عرطوز ومنها نحو المزة. كانت المزة حينها قرية كبيرة على مشارف دمشق ينطلق منها طريق دمشق - بيروت الدولي لذلك كان للسيطرة عليها أهمية كبيرة، لاسيّما لقطع الإمدادات والذخائر التي قد تصل إلى داخل دمشق من قبل قوات فيشي في لبنان. في 18 يونيو، اندلعت في المزة معارك شرسة أفضت إلى سيطرة قوات الحلفاء على المزة. في 19 يونيو، وصلت فرقة المشاة البريطانية السادسة، لتأمين خلفية القوات المحاصرة لدمشق من ناحية مرجعيون، كما وصلت فرق أسترالية للغرض ذاته.
رغم التعزيزات، فإن القوات التي قامت بالهجوم الأولي كانت قد فقدت عددًا كبيرًا من الجنود بين قتلى وجرحى، واستنفذت مؤنتها الغذائية وكذلك الذخائر والمعدات الطبية؛ في 20 يونيو وصلت بطارية مدفعية بريطانية إلى المزة، رغم المعارضة التي واجهتها من قبل الدبابات الفرنسية؛ مع تجدد الاشتباكات تمكن الحلفاء من السيطرة على طريق دمشق - بيروت القديم صباح 21 يونيو. بسقوط طريق بيروت - الشام، تراجعت قوات حكومة فيشي إلى قلب المدينة ثم طلبت هدنة، أفضت إلى توقيع اتفاق الاستسلام يوم 21 يونيو 1941، وسيطرة الحلفاء ودخول شارل ديغول إلى دمشق.